# ستيوارت ريتشي
ستيوارت ريتشي (بالإنجليزية: Stuart Ritchie)‏ هو لاعب كرة قدم بريطاني في مركز الوسط، ولد في 20 مايو 1968. لعب مع أستون فيلا.